# Ндьебен-Гандьоль
Ндьебен-Гандьоль (фр. Ndiébène Gandiol) — деревня и сельская община (communauté rurale) в Сенегале, на территории области Сен-Луи. Входит в состав департамента Сен-Луи.

## Географическое положение
Деревня находится в северо-западной части Сенегала, на побережье Атлантического океана, вблизи устья реки Сенегал, на расстоянии приблизительно 148 километров к северо-востоку от столицы страны Дакара. Абсолютная высота — 1 метр над уровнем моря.

## Население
По данным Национального агентства статистики и демографии Сенегала (Agence nationale de la statistique et de la démographie) численность населения Ндьебен-Гандьоля в 2013 году составляла 21 182 человека, из которых мужчины составляли 44,5 %, женщины — соответственно 55,5 %.

## Транспорт
Ближайший аэропорт расположен в городе Сен-Луи.